# Cissus patellicalyx
Cissus patellicalyx är en vinväxtart som beskrevs av Lombardi. Cissus patellicalyx ingår i släktet Cissus och familjen vinväxter. Inga underarter finns listade i Catalogue of Life.